# Naspers
Naspers is een multinationaal mediaconglomeraat uit Zuid-Afrika, gevestigd in Kaapstad. Naspers is in 1915 opgericht als De Nationale Pers als moedermaatschappij voor de Nederlandstalige krant De Burger. Het is het grootste mediaconglomeraat van Afrika.

## Activiteiten
Het bedrijf houdt zich bezig met elektronische en gedrukte media en is in 120 landen actief, waaronder Afrika ten zuiden van de Sahara, Cyprus, China, Griekenland, Nederland, de Verenigde Staten, Thailand. Het heeft praktisch een monopolie op de Afrikaanstalige nieuwsaanbieding en (betaalde) satelliettelevisie in Zuid-Afrika.
In 2018 behaalde het bedrijf een omzet van ruim US$ 20 miljard, maar hierin is ook de omzet van de deelnemingen in opgenomen. Tencent is de belangrijkste deelneming en droeg zo'n US$ 12 miljard bij aan de omzet. Exclusief de deelnemingen kwam de omzet uit op US$ 6,7 miljard. De belangrijkste activiteiten betreffen internetdiensten, waaronder een aandelenbelang van 31,2% in Tencent, videodiensten en tot slot de gedrukte media. Dit laatste onderdeel is de oudste activiteit, maar nu het kleinste met een jaaromzet van US$ 0,5 miljard in 2018.
De belangrijkste kantoren van Naspers zijn gevestigd te Kaapstad, Hoofddorp en Peking. Deze laatste twee vallen eigenlijk onder MIH/Irdeto. Naast Irdeto heeft Naspers ook het Nederlandse bedrijf CanalDigitaal opgezet (en later verkocht) en is zij via Tencent betrokken bij de wereldwijde introductie van de instant messaging app WeChat.
Het bedrijf heeft een gebroken boekjaar dat per 31 maart stopt. Het boekjaar 2018 heeft betrekking op de 12 maanden tot 31 maart 2018. De aandelen staan sinds 1994 genoteerd aan de effectenbeurs van Johannesburg. De twee grootste aandeelhouders, Keeromstraat 30 Beperk en Naspers Beleggings Beperk, hebben samen 53% van het stemrecht in handen. De twee overleggen en stemmen gelijkluidend op voorstellen van de directie. Naspers Beleggings Beperk is voor 49% in handen van Heemstede Beleggings (Eiendoms) Beperk, een 100% dochter van Naspers.
Vanaf 11 september 2019 krijgt het bedrijfsonderdeel Prosus een notering aan Euronext Amsterdam. Het belangrijkste bezit van Prosus is het aandelenbelang van 31% in Tencent, maar ook een reeks kleinere technologiebedrijven die, onder meer, actief zijn in de maaltijdbezorging en de reclame. Met de notering wil Naspers meer internationale beleggers trekken en minder afhankelijk worden van de beurs in Johannesburg. Er worden geen nieuwe aandelen uitgegeven en Naspers houdt een belang van 73% in Prosus.

## Geschiedenis
Naspers werd op 12 mei 1915 opgericht als De Nationale Pers. Het doel van de oprichting was om als moedermaatschappij van de op te richten Nederlandstalige krant De Burger te functioneren. Rond deze tijd kwam het eerste Afrikanernationalisme op en deze stond in teken van het herstel van zelfrespect onder Afrikaners, dat na de Tweede Boerenoorlog een knauw had gekregen. De Tweede Boerenoorlog had de economische kracht van de Afrikaners sterk aangetast en armoede onder de Afrikaners was dan ook groot, tevens hadden de Afrikaners weinig in te brengen op cultureel gebied en in de politiek.
De vertegenwoordiging in de politiek werd aangepakt met de stichting van de (Nederlandstalige) Nationale Partij op 1 juli 1914 en de krant De Burger moest de culturele en politieke stem hiervan worden. Om de krant economisch een succes te maken en dit succes te kunnen uitbouwen, werd De Nationale Pers opgericht. Ook zouden de krant en De Nationale Pers de politieke ideeën van de Nationale Partij verder uitdragen.
Naspers begon in 1915 dus als een drukker en uitgever met een politiek motief. In het eerste hoofdartikel van De Burger werd de oprichting van de krant en De Nationale Pers verwoord als:
‘De Burger’ is een kind van de smart en van de hoop. Hij is geboren uit de weën van ons volk .  [...] In de ontwaking van ons nationaal eenheidsgevoel ligt onze redding. Dit gevoel wil ‘De Burger’ sterken en leiden.— De Burger, 1915
Zowel de Partij als de Pers zijn gesticht om de Afrikaners te bevrijden en zodanig zijn zij, samen met het Afrikaans Nationaal Congres te beschouwen als een van de eerste anti-Britse en nationalistische bevrijdingsbewegingen van Afrika. Dankzij de apartheid zou de Nationale Partij en De Nationale Pers slechts de "bevrijder van de Afrikaner" worden en "onderdrukker" van andere stammen en volkeren in Zuid-Afrika. De band tussen de Partij en de Pers kwam tot ook tot uiting in het feit dat Nationale-Partijleiders, zoals de latere premier Hendrik Verwoerd en Staatspresident Pieter Willem Botha, lid waren van de Pers-directie.
In 1916 breidde De Nationale Pers zijn zaken uit door zijn eerste tijdschrift, De Huisgenoot te stichten. In 1918 begint de Nationale Pers zijn eerste boekenuitgeverij: De Burger Boekhandel.
De Nationale Pers maakte de overschakeling van het Nederlands naar het Afrikaans als standaardtaal in Zuid-Afrika bewust mee en speelde hierin een grote rol. Op aanwijzing van hoofdredacteur Daniel François Malan schakelde de krant De Burger in 1922 over op het Afrikaans. D.F. Malan zou later als rector van de Universiteit Stellenbosch het Nederlands (en het Engels) als onderwijstaal aan deze universiteit afschaffen. Nadat ook de Nederduitse Gereformeerde Kerk in 1935 van het Nederlands overschakelde over het Afrikaans, veranderde De Nationale Pers zijn naam in Nasionale Pers. Huisgenoot zou echter nog tot in de jaren vijftig van de twintigste eeuw Nederlandstalige artikelen blijven publiceren.

### Strijd met Perskor
De Nasionale Pers beschouwde de Afrikaanstalige markt - geheel in lijn met apartheid - lange tijd als zijn belangrijkste afzetmarkt. In de jaren 70 vocht Naspers een heftige krantenstrijd uit met Die Perskorporasie van Suid-Afrika (Perskor). Daar waar Naspers oorspronkelijk de markt voor Afrikaanstalige kranten in de Kaapprovincie leidde, leidde Perskor de markt voor Afrikaanstalige kranten de provincies Transvaal en Oranje Vrijstaat. Toen Naspers in 1974 tot de noordelijke markt toetrad met zijn nieuwe krant Beeld, begon een strijd van bijna 20 jaar met Perskor. Vanaf 1983 brak Naspers de vier Afrikaanstalige kranten van Perskor. Perskor sloot de ene na de andere krant en kon nog met moeite zijn laatste Afrikaanstalige krant, Die Transvaler, laten overleven. In 1993 ging ook deze krant bankroet. Om deze persstrijd te overleven verdeelden Naspers en Perskor de markt voor de Afrikaanstalige zondagkranten. Alle Afrikaanstalige kranten werden teruggetrokken van de zondagse markt en een gezamenlijke zondagskrant, Rapport.
Perskor was tijdens de apartheid net zoals Naspers gelieerd aan de Nationale Partij. Perskor verwoordde de harde lijn van B.J. Vorster, terwijl Naspers de "zachtere" lijn van P.W. Botha en later F.W. de Klerk voorstond.

### Digitale tijdperk
Met de opkomst van elektronische media in die jaren 80 breidde Nasionale Pers zijn activiteiten uit. Nasionale Pers zette betaaltelevisie in Zuid-Afrika op en ontwikkelde later ook verschillende internetmediaplatforms. Daarnaast werd Nasionale Pers actief in andere landen.
In 1985 begon Nasionale Pers samen met een aantal andere Zuid-Afrikaanse mediabedrijven een bedrijf voor betaaltelevisie, genaamd M-Net. Dit bedrijf werd in 1990 naar de Johannesburgse effectenbeurs gebracht, maar bleef voor 80% in handen van Nasionale Pers. M-Net werd in 1993 gesplitst in twee bedrijven. M-Net werd een bedrijf dat puur gericht was op betaaltelevisie, terwijl MultiChoice de lidmaatschappen, signaaldistributie en telefonische activiteiten voor haar rekening nam. De betaaltelevisiedivisie van Naspers/MultiChoice wordt thans uitgevoerd door DStv.
Nasionale Pers maakte een beursgang op de Johannesburgse Effectenbeurs op 12 september 1994.
In 1994 fuseerden Richemont S.A., een bedrijf dat in luxe goederen handelde, en MultiChoice Beperk hun wereldwijde betaaltelevisiedepartementen - inclusief hun belangen in FilmNet B.V., de activiteiten van MultiChoice in Afrika en de belangen van Richemont in Telepiù - in een enkele onderneming genaamd NetHold B.V., dat geregistreerd werd in Nederland. Dit bedrijf bleef via MIH in handen van Nasionale Pers. In 1997 stichtte MIH een internet service provider: MWEB Holdings.
In maart 1997 werden grote delen van NetHold B.V. gefuseerd met Canal+ uit Frankrijk. MIH hield haar belangen in NetHold B.V. voor zover dit activiteiten in Afrika, in landen rond de Middellandse Zee en het Midden-Oosten betrof. Bij deze fusie kreeg MIH een belang van 49% in het Nederlandse Irdeto, op wiens technologie Canal+ functioneerde. Eveneens verkreeg MIH een aandeel in Canal+ zelf, maar dat werd later verkocht om een algemene overname van Irdeto te financieren. Tevens financierde MIH met de verkoop van haar aandelen Canal+ de aankoop van 31,1% aandelen in het Thaise televisiebedrijf UBC en een belang van 44,5% in het bedrijf OpenTV, dat settopboxen ontwikkelt.
In maart 1998 werd MWEB Holdings van MIH gescheiden, waarbij Nasionale Pers 100% van de aandelen kocht. In hetzelfde jaar veranderde Nasionale Pers zijn naam in Naspers
In november 1999 werden OpenTV en MIH opgenomen in NASDAQ. Een paar maanden later, in 2000, werden alle gedrukte media (inclusief hun digitale spin-offs) ondergebracht onder de nieuwe dochteronderneming Media24.
In mei 2001 kocht Naspers een belang van 46,5% in Tencent, het bedrijf achter de instant messenger Tencent QQ en dat een leidende rol speelt op het gebied van instant messaging in China. In hetzelfde jaar werden M-Net en SuperSport opgenomen in de Nigeriaanse beurs. In 2004 onttrok Naspers beide bedrijven weer van de beurs door de op de beurs verhandelde aandelen te (her)kopen. Wel verkocht MIH in 2002 zijn belang in OpenTV.
In 2002 werd ook de algehele opzet van Naspers en MIH geherstructureerd: de minderheidsbelangen van derden in MIH werden ingeruild voor aandelen in Naspers zelf en MIH werd weer een volledig dochterbedrijf van Naspers. Eigenaren van aandelen in MIH, woonachtig in een ander land dan Zuid-Afrika, kregen voor hun aandelen in MIH American Depositary Shares (ADSs) van Naspers. MIH werd onttrokken aan de JSE en NASDAQ. Op hetzelfde ogenblik werden de ADSs van Napsers aan NASDAQ genoteerd.
Door de gedeeltelijke beursgang van Tencent op de beurs van Hong Kong in juni 2004 daalde het belang van Naspers in Tencent naar 35%. Naspers had per maart 2018 een belang van 31,17% in Tencent. In 2004 verkreeg MIH een aandeel van 9,9% in de Beijing Media Corporation, een van de grootste dagbladenuitgeverijen In China.

## Dochterondernemingen
Slechts de drukmedia vallen direct onder het beheer van Naspers, omdat dit immers de oprichtingstak van Naspers is. De drukmedia maken ongeveer 10% van de totale winst uit. Alle elektronische media of buitenlandse activiteiten worden beheerd door MIH-Groep. MIH heeft zijn activiteiten ondergebracht in een betaaltelevisiedivisie en een internetdivisie. De gezamenlijke infrastructuur wordt verzorgd door het (oorspronkelijk) Nederlandse bedrijf Irdeto.
| Lijst van dochterondernemingen | Lijst van dochterondernemingen |
| --- | ------------------------------ |
| Directe dochterondernemingen: - MIH (wereldwijd) - Irdeto (Nederland, wereldwijd) - Abril (Brazilië) - Media24 (Zuid-Afrika) - Paarlmedia - 24.com Betaaltelevisie (MIH) - MultiChoice (Afrika) - SuperSport (Zuid-Afrika) - DStv Online (Zuid-Afrika) - DStv Mobile (Zuid-Afrika) - M-Net (Zuid-Afrika) - GoTV (Afrika) - MWeb (Zuid-Afrika) Internet (MIH) Sociale netwerkplatformen - Tencent (China) - Mail.ru (Rusland) E-handel - Allergo (Oost-Europa) - Ricardo (West-Europa) - Kalahari.com (Afrika) - Korbitec (Afrika) - Mocality (Afrika) - Dealfish (Afrika) - PriceCheck (Afrika) - Buscapé Company (Latijns-Amerika) - OLX (Latijns-Amerika) - Ibibo (India) - Multiply (Zuidoost-Azië) - Sulit.com.ph (Zuidoost-Azië) - Sanook.com (Zuidoost-Azië) - My Lelong (Zuidoost-Azië) - Dubizzle.com (Midden-Oosten) |                                |

| Kranten van Media24                                                                                            | Kranten van Media24 |
| --- | ------------------- |
| Afrikaans: - Beeld - Rapport - Die Burger - Die Son - Volksblad Engels: - City Press - Daily Sun - The Witness |                     |

| Tijdschriften van Media24 | Tijdschriften van Media24 |
| --- | ------------------------- |
| Afrikaans: - Huisgenoot (grootste tijdschrift van Zuid-Afrika) - Landbouweekblad - SA Jagter - Sarie - Weg! Engels - Drum - YOU - Finweek - Fair Lady - Woman's Value - True Love Magazine - True Love Babe - Maxpower - My Week - InStyle - Farming SA - Men's Health (Zuid-Afrikaanse uitgave) - Men's Health Living (Zuid-Afrikaanse uitgave) - FHM (Zuid-Afrikaanse uitgave) - Heat - Drive Out |                           |